# حقوق کودکان در جمهوری آذربایجان
حقوق کودکان در جمهوری آذربایجان (به انگلیسی: Children’s rights in Azerbaijan) توسط قانون اساسی و تعدادی از دیگر از قوانین این کشور حفاظت و تضمین شده‌است. حقوق کودکان، مسائل قانونی، اجتماعی و دیگر موارد مربوط به کودکان را در بر می‌گیرد.

## وضعیت حقوقی کودک
طبق قانون حقوق کودک و خانواده آذربایجان، هرگاه حقوق کودک و نیازهای او مورد تجاوز قرار گیرد، از جمله کوتاهی والدین در انجام مسئولیتشان در ارتباط با آموزش و پرورش، کودک حق دارد به چند دستگاه قضایی غیررسمی یا حتی به دادگاه مراجعه و درخواست رسیدگی کند. کودک می‌تواند خود ویا از طریق نمایندگانی برحسب اینکه چه موردی از حقوق او پایمال شده‌است اقدام کند. یک بخش از موضوعات کمیته دولتی برای خانواده، زن و کودک، که در حکم ریاست جمهوری بتاریخ ۶ فوریه ۲۰۰۶ آمده‌است، به مشکلات در این زمینه می‌پردازد. کمیته مسئولیت حفظ کودکان، ارتقاء رفاه، تأمین حقوق و آزادیهای آن‌ها را در هماهنگی با سیاست دولت در نظر دارد.
مؤسسات تحت کنترل دولت تحقیقات انجام شده توسط شهروندان را مرتب نظارت می‌کنند، و کارزارهای آگاه‌گرانهٔ سامان‌دهی شدهٔ آنان و آموزش‌ها و مناسبت‌ها را برای کودکان و کارشناسان ترتیب می‌دهند.
دولت آذربایجان و این کمیته با مؤسسات بین‌المللی که در این زمینه کار می‌کنند همکاری دارد. بعلاوه آذربایجان با یونیسف UNICEF در زمینه‌های زیر نیز از نزدیک همکاری می‌کند: از قبیل آموزش، بهداشت، موضوعات اجتماعی در رابطه با کودکان معلول، کودکان خیابانی، جلوگیری از آزار کودکان، ازدواج زودرس و تعلیمات پیش دبستانی.

## کنوانسیون حقوق کودک(CRC)
آذربایجان در سال ۱۹۹۲ کنوانسیون ملل متحد در رابطه با حقوق کودک را تصویب کرد و ۸ سال بعد نیز دو پروتکل اختیاری آن را هم مورد تصویب قرار داد که عبارت هستند از بکارگیری کودکان در درگیری‌های مسلحانه، فروش کودکان، وادار کردن کودکان به تن‌فروشی و استفاده جنسی از کودکان. آذربایجان در سال ۱۹۹۳ استاندارد می‌نیمم قوانین مدیریت عدالت، برای نوجوانان ملل متحده را تصویب کرد؛ و نیز کنوانسیون موافقت ازدواج، می‌نیمم سن برای ازدواج و ثبت ازدواج‌ها را در ۱۹۹۶، منشور اجتماعی اروپا را در ۲۰۰۴، و کنوانسیون حذف تبعیض در محدوده تحصیلات را در ۲۰۰۶ را تصویب کرد. دولت کمیته ملل متحد را در حوزه حقوق کودک (UNHCR) را تأسیس کرد و از آن در مورد اقدامات کنوانسیون و دو پروتکل اختیاری گزارش نوبه‌ای می‌گیرد. آذربایجان طرفدار اعلامیه جهانی در مورد بقا، حفاظت و پیشرفت کودکان است. تعدادی از اقدامات قانونی ملی توسط «حفاظت حقوق کودکان» تأیید شده‌است.

### وضعیت حقوقی کنوانسیون حقوق کودکان (CRC)
کنوانسیون حقوق کودکان در قانون ملی گنجانده شده‌است. بعلاوه آذربایجان در سال ۱۹۹۸ قانون کودک خود را با اصول کنوانسیون حقوق کودکان (CRC) هماهنگ کرد. در عین حال کمیته حقوق کودک روی تعدادی از پهنه‌های قانون ملی که می‌باید در هماهنگی با کنوانسیون تغییر کنند تأکید داشت.

## یونیسف UNICEF
یونیسف از سال ۱۹۹۳ در آذربایجان شروع به کار کرد. اهداف اصلی برنامه ان ایجاد فضای حفاظتی برای کلیه کودکان بدون هرگونه تبعیض است. حفاظت کودکان در مقابل خشونت، استثمار، سوء استفاده و تبعیض از اولویتهای یونیسف UNICEF است. در آذربایجان برنامه (یونیسف) بر اساس اصول کنوانسیون حقوق کودکان و کنوانسیون رفع هرگونه تبعیض علیه زنان تنظیم و مدیریت می‌شود.
یونیسف بقا، حفاظت و تکامل کودکان را به عنوان پایه پیشرفت انسان تلقی می‌کند. بعلاوه کودکان و خانواده کشورهای توسعه یافته از یونیسف خدماتی دریافت می‌کنند تا اراده و امکانات سیاسی حاصله را در خدمت توسعه خود بکار برند و آن را تضمینی برای اولین پاسخ به کودکان و ایجاد شرایط پیشرفت مربوطه بکار گیرند. بعلاوه سازمان توجه ویژه‌ای نسبت به کودکانی که بیشترین آسیب اجتماعی دیده‌اند، را دارد. آسیب دیدگان جنگ، بازماندگان بلاهای طبیعی، کودکانی که گرفتار فقر مطلق، خشونت و استثمار هستند ویا معلولین. گذشته از این با همکاران دیگر در سازمان ملل مخصوصاً آن‌ها که در حوزه حقوق بشر فعال هستند کار می‌کند تا بتواند به سرعت به مسائل حقوق کودکان پاسخ دهد. در این رابطه یونیسف پروژه کودکانی که در معرض قانون ۲۰۰۵ هستند را شروع کرده‌است. هدف پروژه بالا بردن هوشیاری پرسنل پلیس، دادگستری و امنیتی نسبت به حقوق انسانی کودکان است تا مراجع قانونی به کودکان کمک کنند تا اجرای قانون و عدالت حاکم گردد. در این طرح سازمان اقدامات زیر انجام می‌شود:

### کودکان معلول
یونیسف در نظر دارد دیدگاه‌ها را نسبت به کودکان معلول از طریق آموزش‌های خانگی در آذربایجان تغییر دهد تا پیشداوری‌ها و ذهنیات در بابت این موضوع تجدید نظر شود.

### کودکان خیابانی
رویکرد یونیسف اصلاح خدمات اجتماعی جامعه در مورد کودکان خیابانی با همکاری مؤسسات خیریه غیردولتی است.

### آموزش ریسک کار در معادن
برای هوشیار کردن کودکان نسبت به انفجارات احتمالی در معادن یونیسف در حال کار با شرکای محلی است تا این موضوع در برنامه آموزشی مدارس نزدیک به معادن گنجانده شود.

## مؤسسه کمک متحد برای آذربایجان
در سال ۱۹۹۸ مؤسسه کمک متحد برای آذربایجان (UAFA) تأسیس شد. هدف این مؤسسه کمک دراز مدت به ترقی زندگی در آذربایجان است، و غرض اصلی آن بهبود آموزش و بهداشت کودکان می‌باشد. این مؤسسه گرچه در انگلستان ثبت شده ولی به عنوان یک مؤسسه خیریه محلی آذربایجانی کار می‌کند. ایده راهنمای این مؤسسه (UAFA) همکاری با نهادهای دولتی است، تا کودکان ناقص‌الخلقه و خانواده‌های آن‌ها از خدمات پیش دبستانی که برای خانواده‌های کم درآمد در نظر گرفته شده‌استفاده کنند. برای مناطقی که فقر و وجود کودکان معلول ثبات خانواده را تهدید می‌کند، تیم‌های کوچک خدمات اجتماعی در نظر گرفته می‌شود.

## روز بین‌المللی حفاظت کودکان
در آذربایجان روز اول ژوئن را به عنوان روز بین‌المللی حفاظت کودکان جشن می‌گیرند. در آذربایجان حفاظت کودکان در اولویت قرار دارد. در این رابطه اقداماتی که به ارتقاء شرایط زندگی از قبیل بهداشت، آموزش و آینده شغلی کودکان مربوط می‌شود در برنامه سیاست کودک دولت جمهوری آذربایجان قراردارد. بعلاوه توجه ویژه به گروه کودکان آسیب‌پذیر مانند کودکان محروم شده از مراقبت والدین، معلولین، کودکان اقلیت‌ها مثل پناهندگان و کودکان IDP مبذول می‌گردد.
علاوه بر این بنیاد حیدر علی‌اوف در سال ۲۰۰۴ تعدادی طرح برای بالا بردن تأسیسات زیربنائی کودکان پایه‌گذاری کرد. از دیگر کارهای او تأمین مالی برای بازسازی یتیم‌خانه‌ها و مدارس شبانه‌روزی و احداث مدارس پرستاری و مهد کودک است. در کنار این بنیاد حیدر علی‌اوف برنامه‌هایی دارد تا کودکان یتیمی را که در پرورشگاه‌ها بزرگ شده‌اند را گرد هم جمع کند و همین موضوع را نسبت به معلولین اجرا می‌کند. در رابطه با چارچوب برنامه تحت عنوان «ارتقاء خانه‌های کودکان و یتیم خانه‌ها» بنیاد ۳۴ مؤسسه کودکان را بازسازی و تجهیز کرد.